# 大爸爸巷
大爸爸巷是中国江苏省镇江市市中心大市口附近的一条小巷，东至剪子巷，西至解放路，长82米，宽2-3米。取此巷名是因为巷内回族居民较多，“爸爸”系回族对长者的尊称。附近还有一条与之平行而稍短的小爸爸巷（长74米）。